# Веренагоф
Веренагоф (нім. Büttenharter Hof або нім. Verenahöfe) — колишній анклав Німеччини в Швейцарії, в адміністративному відношенні частина німецького міста Вікс-ам-Ранден; на середину 2010-х частина міста Тенген. Було відокремлено від міста Вікс-ам-Ранден ділянкою швейцарської території шириною 200—300 м.
4 жовтня 1967 цей терен, на якому було три будинки і проживало менше десятка осіб, став частиною Швейцарії; при цьому замість даної території площею 529 912 м 2 (в адміністративному відношенні була частиною німецьких міст Констанц, Енінгія, Рілазінген, Вікс-ам-Ранден, Альтенбург, Штюлінген, Вайцен і Гріммельсхофен) Західній Німеччині було передано рівноцінну ділянку території Швейцарії (в адміністративному плані були частиною швейцарських міст Кройцлінген, Гемісгофен, Бюттенгардт, Опфертсгофен і Мерісгаузен).. На середину 2010-х цей терен належить до швейцарської комуни Бюттенгардт.

## Ресурси Інтернету
- Swisstopo, topografische Zeitreise von 1850 bis heute. [Архівовано 24 лютого 2015 у Wayback Machine.] Auf den Karten bis 1882 erscheint die damalige Schreibweise Büttenhard; die Exklave wurde als Driangel bezeichnet.